# Binche-Chimay-Binche
El Binche-Chimay-Binche - Memorial Frank Vandenbroucke és una competició ciclista belga que es disputa anualment a la província de l'Hainaut, entre Binche i Tournai.
La cursa fou creada el 1911 amb el nom de Binche-Tournai-Binche i es va anar disputant amb alguns parèntesis més o menys importants. El 2010 va entrar a formar part del calendari de l'UCI Europa Tour i va canviar al nom de Binche-Tournai-Binche - Memorial Frank Vandenbroucke, en record de Frank Vandenbroucke mort l'any abans. El 2014 adopta el nom actual.

## Palmarès
| Any                    | Vencedor                    | Segon                   | Tercer               |
| ---------------------- | --------------------------- | ----------------------- | -------------------- |
| Binche-Tournai-Binche  |                             |                         |                      |
| 1911                   | Jean Van Ingelghem          | Hubert Noel             | Camille Botte        |
| 1912                   | Félix Sellier               | Jean Rossius            | Dieudonné Gauthy     |
| 1913-1921 No disputada |                             |                         |                      |
| 1922                   | Omer Taverne                | Joseph Schroeven        | Jan Mertens          |
| 1923                   | Achille Vermandel           | Joseph Pe               | Antoine Speeckaert   |
| 1924                   | Hector Martin               | August Mortelmans       | Aimé Dossche         |
| 1925                   | Arthur Dewit                | Jean Dewaerheydt        | Leon Parmentier      |
| 1926                   | Omer Taverne                | Alfred Sira             | Michel Schouleur     |
| 1927                   | Jean Hans                   | Marcel Houyoux          | Aimé Deravet         |
| 1928-1929 No disputada |                             |                         |                      |
| 1930                   | Alfons Kindt                | Léon Louyet             | August Reyns         |
| 1931-1983 No disputada |                             |                         |                      |
| 1984                   | Benny Van Brabant           | Yves Godimus            | Martin Durant        |
| 1985                   | Adri van der Poel           | William Tackaert        | Michel Dernies       |
| 1986                   | Ronny Van Holen             | Yves Godimus            | Walter Dalgal        |
| 1987                   | Willem Van Eynde            | Paul Haghedooren        | Werner Devos         |
| 1988                   | Nico Emonds                 | Jan Goessens            | Yves Godimus         |
| 1989                   | Dominique Gaigne            | Carlo Bomans            | Martial Gayant       |
| 1990                   | Jelle Nijdam                | Corneille Daems         | Eric Vanderaerden    |
| 1991                   | Michel Dernies              | Stefan Van Leeuwe       | Michel Vermote       |
| 1992                   | Jean-Marie Wampers          | Pierre Herinne          | Paul Haghedooren     |
| 1993                   | Patrick Van Roosbroeck      | Marcel Wüst             | Paul Haghedooren     |
| 1994                   | Wilfried Nelissen           | Johan Museeuw           | Carlo Bomans         |
| 1995                   | Jelle Nijdam                | Edwig Van Hooydonck     | Erwin Thijs          |
| 1996                   | Frank Vandenbroucke         | Jean-Pierre Heynderickx | Tom Steels           |
| 1997-2009 No disputada |                             |                         |                      |
| 2010                   | Elia Viviani                | Jakob Fuglsang          | Rob Ruijgh           |
| 2011                   | Rüdiger Selig               | Baden Cooke             | Adrien Petit         |
| 2012                   | Adam Blythe                 | Adrien Petit            | John Degenkolb       |
| 2013                   | Reinardt Janse van Rensburg | Björn Leukemans         | Greg Van Avermaet    |
| Binche-Chimay-Binche   |                             |                         |                      |
| 2014                   | Zdeněk Štybar               | John Degenkolb          | Jens Debusschere     |
| 2015                   | Ramon Sinkeldam             | Pim Ligthart            | Tom Van Asbroeck     |
| 2016                   | Arnaud Démare               | Zdeněk Štybar           | Jürgen Roelandts     |
| 2017                   | Jasper De Buyst             | Matteo Trentin          | Tom Devriendt        |
| 2018                   | Danny van Poppel            | Yves Lampaert           | Oliver Naesen        |
| 2019                   | Tom Van Asbroeck            | Oliver Naesen           | Jos van Emden        |
| 2021                   | Danny van Poppel            | Rasmus Tiller           | Lionel Taminiaux     |
| 2022                   | Christophe Laporte          | Rasmus Tiller           | Hugo Page            |
| 2023                   | Luca Mozzato                | Edward Theuns           | Søren Kragh Andersen |
| 2024                   | Arnaud De Lie               | Biniam Girmay           | Milan Fretin         |
| 2025                   |                             |                         |                      |